# Брајди (Месина)
Брајди је насеље у Италији у округу Месина, региону Сицилија.
Према процени из 2011. у насељу је живело 249 становника. Насеље се налази на надморској висини од 564 м.